# ベトナム哲学

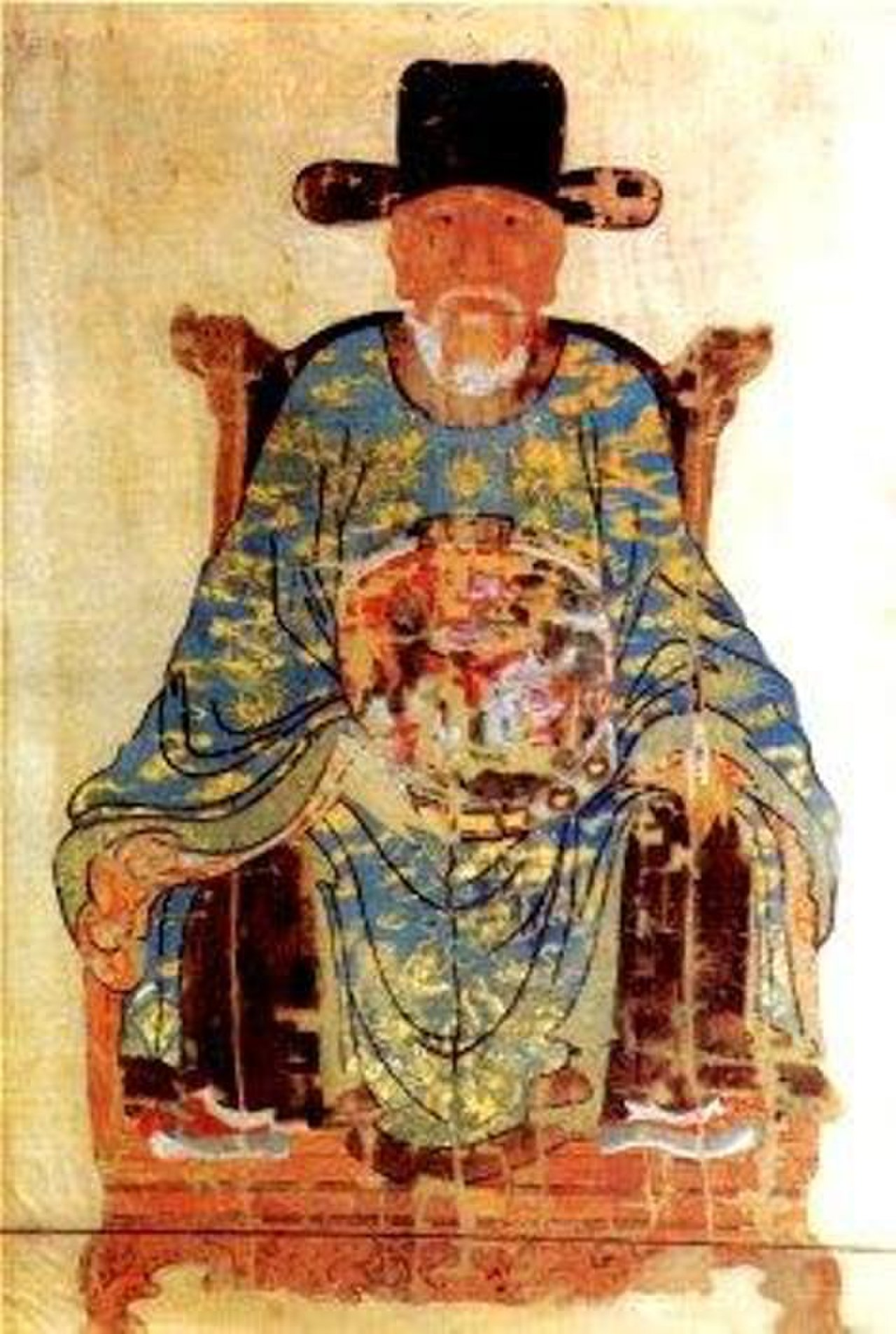
阮廌 (1380–1442)

ベトナム哲学（ベトナムてつがく）は伝統的な儒教思想やベトナムの伝統宗教、及び後にフランス植民地時代に流入するフランス哲学、マルクス哲学、カトリック、その他の宗教の影響を受けて成立している。

## ベトナムの儒教思想
紀元前111年にベトナムの中国への服属が始まるとともに儒教がベトナムへと流入、紀元後929年までの3つの北属期の期間に定着した。これはまた道教や仏教が流入する契機ともなった。儒教は科挙制度によりベトナムの政治体制において定着した。

## ベトナム哲学の研究
ベトナム哲学に関する研究の大部分は現代のベトナム人学者が主導して行っている。ホー・チ・ミンの伝記作家の著書（Brocheux、2007）によれば、伝統的なベトナム哲学は、儒教思想に仏教や道教の思想を融合させた「普遍の中国・ベトナム哲学」とされている。他にも、カトリックの観点から見た作家（Vu、1966）はベトナム哲学を「tam tài（三才、天地人を表す）」の哲学、陰陽形而上学、そして農業哲学から成り立っていると分析している。国立台湾大学の哲学科教授であるチャン・ヴァン・ドアン（陳文団）は1996年に、ベトナム哲学はヒューマニズムではあるが人間中心主義ではないと考察している。

## 著名な哲学者
儒家、詩人、哲学者、学者の代表格としては黎貴惇が挙げられる。他の儒家としては官吏の朱文安（チュー・ヴァン・アン、1292–1370）、14世紀の反仏教儒教文士である黎貴惇、莫挺之（1280–1350）、大越の著名な儒学者である阮廌（1380–1442）、阮勝（1835-1909）などがいる。近現代の著名なベトナムの哲学者としては、カオ・スアン・フイ（高春輝、1900-1983）、グエン・ズイ・クイ（阮維貴、1932-）、グエン・ドゥク・ビン（阮徳平、1927-）、グエン・ダン・トゥク（阮登淑、1909-1999）、ファム・コン・ティエン（范公善、1941-2011）、チャン・ヴァン・ザウ（陳文朝、1911–2010）、現代のマルクス主義哲学者であるチャン・デュク・タオ（陳徳㴞、1960年代にフランスのパリで活躍）やベトナムのカトリック哲学者ルオン・キム・ディン（梁金定）などがいる。